# اچ‌ام‌اس ارن (یو۰۳)
اچ‌ام‌اس ارن (یو۰۳) (به انگلیسی: HMS Erne (U03)) یک کشتی بود. این کشتی در سال ۱۹۴۰ ساخته شد.